# Erich Koschik
Erich Koschik (3 de enero de 1913-21 de julio de 1985) fue un deportista alemán que compitió en piragüismo en la modalidad de aguas tranquilas.
Participó en los Juegos Olímpicos de Berlín 1936, obteniendo una medalla de bronce en la prueba de C1 1000 m. Ganó una medalla de oro en el Campeonato Europeo de Piragüismo de 1934.

## Palmarés internacional
| Juegos Olímpicos   | Juegos Olímpicos       | Juegos Olímpicos  | Juegos Olímpicos |
| Año                | Lugar                  | Medalla           | Competición      |
| ------------------ | ---------------------- | ----------------- | ---------------- |
| 1936               | Berlín ( Alemania)     | Medalla de bronce | C1 1000 m        |
| Campeonato Europeo |                        |                   |                  |
| Año                | Lugar                  | Medalla           | Competición      |
| 1934               | Copenhague (Dinamarca) | Medalla de oro    | C1 1000 m        |